# Серби в Німеччині

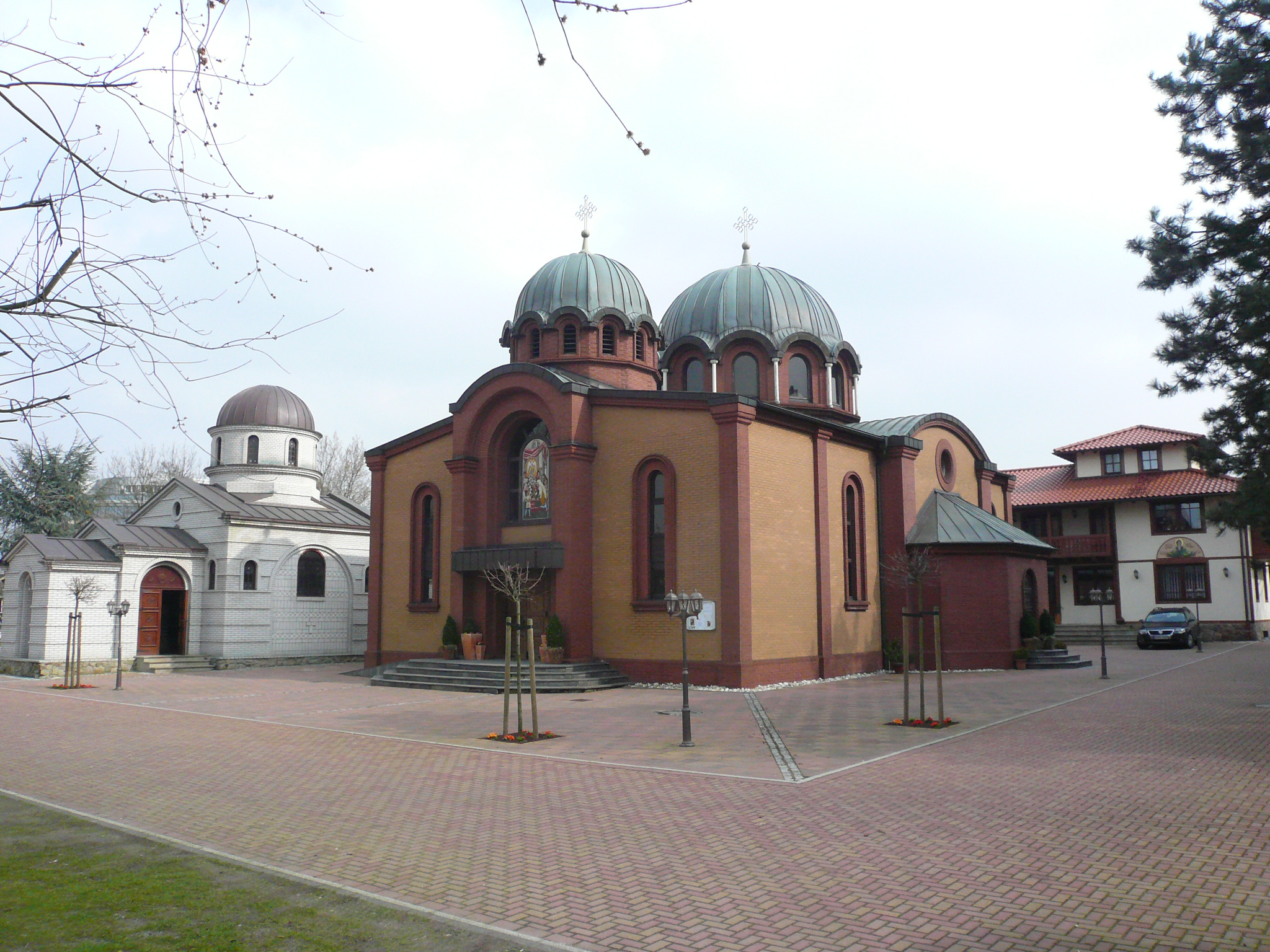
Собор Святого Сави в Дюссельдорфі, резиденція Сербської православної єпархії Дюссельдорфа і всієї Німеччини

Серби в Німеччині (серб. Срби у Немачкој, латинізована: Srbi u Nemačkoj; нім. Serben in Deutschland) — особи, які проживають у Німеччині та мають повне або часткове сербське походження. Вони становлять сьому за чисельністю групу іноземців у Німеччині.

## Демографія
Більшість (64%) сербського населення зосереджена в трьох федеральних землях: Північний Рейн-Вестфалія, Баден-Вюртемберг і Баварія. У цих трьох землях сербів багато в Дюссельдорфі, Штутгарті та особливо в Мюнхені. Ульм мав найвищу частку мігрантів з Сербії у 2011 році за даними німецького перепису населення  Але значна частина сербських мігрантів не була врахована, оскільки на момент перепису вони все ще належали до колишніх національностей (Союзна Республіка Югославія, Сербія і Чорногорія, Сербія до 2008 року). За даними Федерального статистичного управління, на кінець 2015 року кількість іноземців сербської національності в Німеччині становила 230 427 осіб. Ще 29 785 іноземців, які проживають у Німеччині з громадянством колишніх Сербії та Чорногорії, ще не визначилися з одним із можливих нових громадянств
Офіційні дані:
- 1925: 14 067 (югославська національність) [5]
- 1935: 17 258 (югославська національність) [5]
- 1939: 58 240 (югославська національність) [5]
- 1968: 99 000 (робітників) [6]
- 1971: 469 000 (робітників) [6]
- 1973: 471 000 (робітників) [6]
- 1988: 295 000 (робітників) [6]
- 1989: 300 000 (робітників) [6]
- 1990: 652 500 (югославське громадянство) [5]
- 1994: 420 000 (Сербія і Чорногорія ) [6]
- 1995: 418 000 (Сербія і Чорногорія) [6]
- 2001: 304 000 (Сербія і Чорногорія) [6]
- 2003: 568 240 (Сербія і Чорногорія); 112 507 громадян Сербії, які народилися в Німеччині [6]
- 2011: 197 984 (громадяни Сербії)
- 2013: 241 374 (громадяни Сербії)
- 2015: 313,198 (сербське походження) [7]

| Кількість сербів у великих містах |               |        |
| #                                 | Місто         | Люди   |
| 1.                                | Berlin        | 20,109 |
| 2.                                | Munich        | 14,283 |
| 3.                                | Frankfurt     | 9,404  |
| 4.                                | Hamburg       | 7,405  |
| 5.                                | Stuttgart     | 5,844  |
| 6.                                | Cologne       | 5,627  |
| 7.                                | Braunschweig  | 3,931  |
| 8.                                | Essen         | 3,774  |
| 9.                                | Bremen        | 3,405  |
| 10.                               | Offenbach     | 3,156  |
| 11.                               | Nuremberg     | 3,027  |
| 12.                               | Hanover       | 2,748  |
| 13.                               | Mainz         | 2,639  |
| 14.                               | Gelsenkirchen | 2,582  |
| 15.                               | Duisburg      | 2,488  |
| 16.                               | Oberhausen    | 2,090  |
| 17.                               | Bielefeld     | 2,037  |
| 18.                               | Wuppertal     | 1,997  |
| 19.                               | Münster       | 1,885  |
| 20.                               | Wiesbaden     | 1,827  |
| 21.                               | Freiburg      | 1,761  |

## Відомі люди
| Iván Petrovich | Гойко Митич | Звєздан Мисимович | Марко Марін | Андреа Петкович |  |

| - Данко Бошкович, футболіст - Марко Джурджевич, ілюстратор - Деян Ян'ятович, футболіст, хорватський серб - Слободан Комльєнович, футболіст - Срджан Максимович, футболіст - Марко Марін, футболіст, боснійський серб - Тамара Мілошевич, документалістка - Звєздан Місімович, футболіст, боснійський серб - Нікола Младенович, футболіст - Вольфганг Нешкович, політик - Драган Палчич, футболіст, боснійський серб - Андреа Петкович, тенісистка, народжена в Боснії, батько серб - Мар'ян Петкович, футболіст - Александро Петрович, футболіст, боснієць-серб - Іван Петрович (актор), актор, зірка німого кіно, серб за народженням | - Петар Раденкович, футболіст - Володимир Ранкович, футболіст - Майкл Ренсінг, футболіст, мати сербка - Срето Рістич, колишній футболіст - Христина Сампанідіс, футболістка, сербка - Марко Савич, ватерполіст - Крістіан Спрецакович, футболіст - Александар Стеванович, футболіст - Предраг Стеванович, футболіст - Невен Суботич, футболіст, боснійський серб - Стефан Капічіч, актор, німецький народжений - Бранко Томович, актор, батьки серби - Давід Врзогіч, футболіст - Марк Вучинович, футболіст - Константин Грчич, відомий промисловий дизайнер |

## Зовнішні посилання
- Інформація про сербську громаду в Німеччині (німецькою мовою)
- Веб-сайт сербської асоціації в Німеччині (німецькою та сербською мовами)